# Photoscotosia dejuncta
Photoscotosia dejuncta är en fjärilsart som beskrevs av Louis Beethoven Prout 1937. Photoscotosia dejuncta ingår i släktet Photoscotosia och familjen mätare. Inga underarter finns listade i Catalogue of Life.